# Octhispa rugata
Octhispa rugata is een keversoort uit de familie bladkevers (Chrysomelidae). De wetenschappelijke naam van de soort werd in 1881 als Uroplata rugata gepubliceerd door Charles Owen Waterhouse.